# Draglia
La draglia è un cavetto in tensione tra i candelieri o i pulpiti delle imbarcazioni per evitare le cadute incidentali fuori bordo delle persone trasportate. Di draglie ve ne sono due, una per lato. Nelle barche a vela le draglie vengono protette in alcuni tratti da cappe per evitare l'usura per sfregamento dell'attrezzatura velica.